# 匯思太平洋
匯思太平洋集團控股有限公司，簡稱匯思太平洋集團控股、匯思太平洋集團、匯思太平洋，以及Millennium Pacific Group（英語：Millennium Pacific Group Holdings Limited，港交所：8147），在2004年，由鄧偉廷（主席）和陳佳曦（鄧太），於深圳（總部）成立「中匯環球電子（深圳）有限公司」。
業務在中國、英國等全球經營研发、制造及销售消费电子产品。
股份在2014年7月18日於港交所創業板上市。配售股份為3000萬股，配售價格為1.35至2港元之間，集資額為6000萬港元。

## 連結
- cpit.com.hk（页面存档备份，存于）